# Österreichische Bundesbahnen

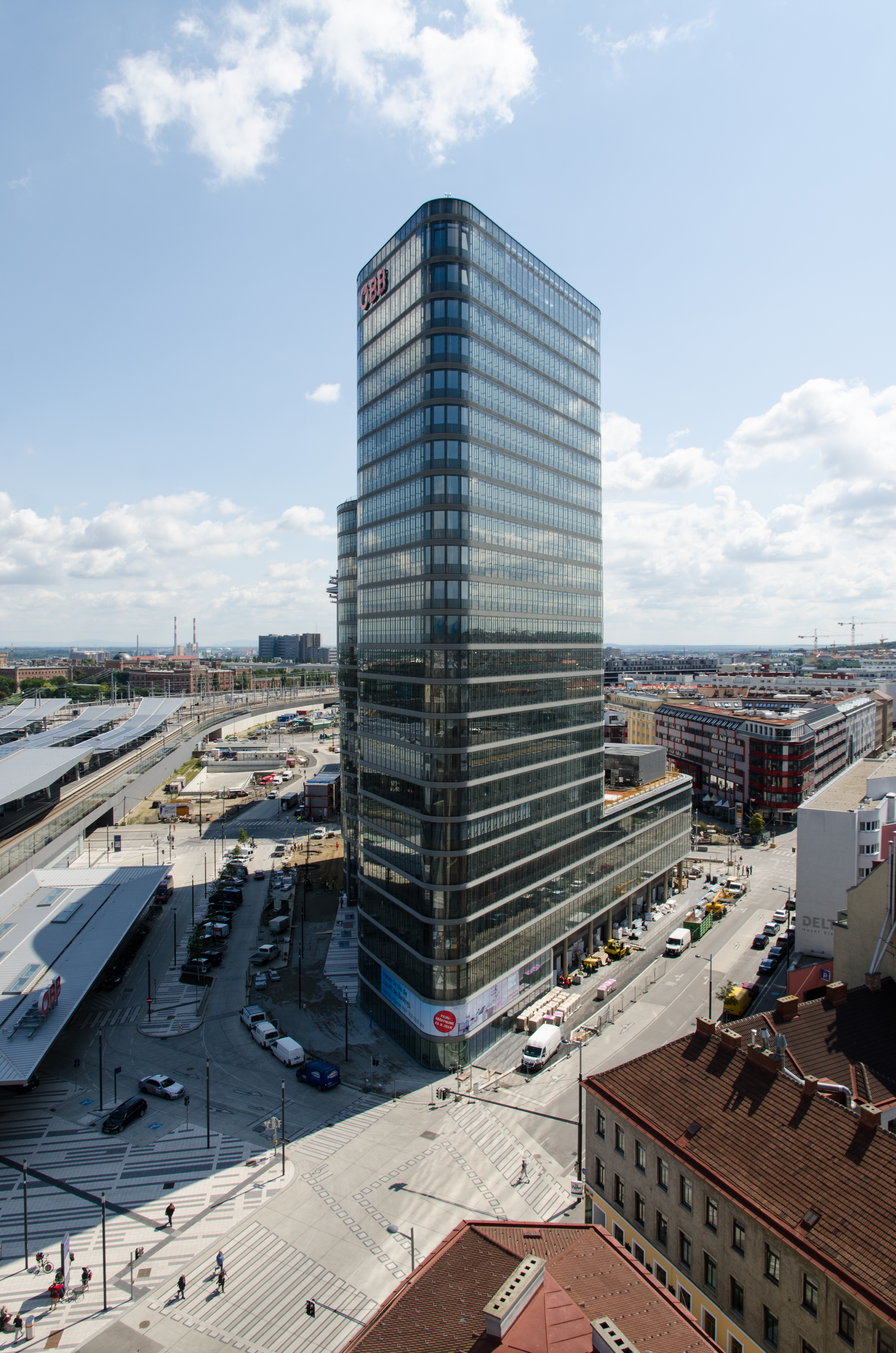
Der Sitz der ÖBB Holding AG – Am Hauptbahnhof 2, 1100 Wien

Die staatlichen Österreichischen Bundesbahnen (kurz ÖBB bzw. ÖBB-Konzern; vor 1938 abgekürzt BBÖ) sind der größte Eisenbahnkonzern Österreichs. Seit der Strukturreform 2004 bestehen die ÖBB aus einer Holding und eigenen Aktiengesellschaften für Infrastruktur, Personenverkehr und Güterverkehr sowie weiteren Tochtergesellschaften.

## ÖBB-Konzern
Die ÖBB sind nach dem Bundesbahngesetz 1992 organisiert, das durch die Bundesbahnstrukturreformgesetze 2003 und 2009 in großem Rahmen geändert wurde. Seit 1. Jänner 2005 sind die Österreichischen Bundesbahnen in vier selbständige Teilgesellschaften gegliedert, an deren Spitze die ÖBB-Holding AG steht, die sich zu 100 % im Eigentum der Republik Österreich befindet.
Mit Wirkung vom 1. Jänner 2005 trat eine neue Organisationsstruktur in Kraft. Kern der Struktur ist die Einrichtung von selbständigen Teilgesellschaften. Ziel der Reform war die Trennung zwischen Bahninfrastruktur und Bahnbetrieb.

### Struktur des Konzerns

Konzern-Organisation der ÖBB (2005–2009)

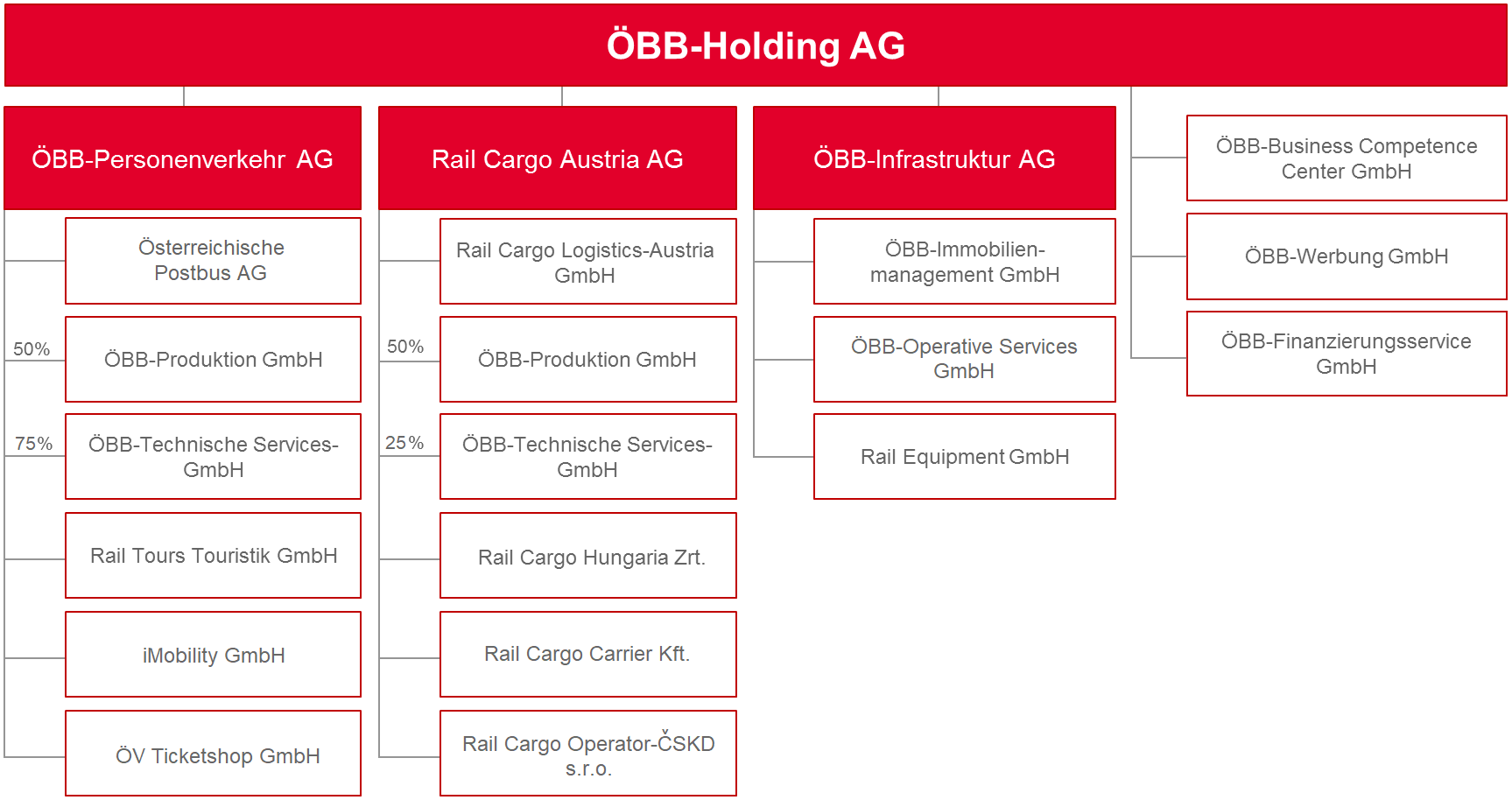
ÖBB-Konzernorganigramm, Stand: 2. Februar 2023

Die ÖBB-Holding AG nimmt die Anteilsrechte des Bundes wahr und sorgt für eine einheitliche strategische Ausrichtung des Konzerns. Ihr sind drei operative Töchter zugeordnet, die ihrerseits Anteile an einer Vielzahl von Gesellschaften halten, die nur exemplarisch wiedergegeben werden:
- ÖBB-Personenverkehr Aktiengesellschaft (Fern- und Nahverkehr)
  - Österreichische Postbus Aktiengesellschaft, 100 % Tochter (Linienbusbetrieb)
    - ČSAD Autobusy České Budějovice a.s., 100 % Tochter der Postbus AG[7]

  - ÖBB-Produktion Gesellschaft mbH, 50 % Tochter (Traktion und Fahrzeugservice)[8]
  - ÖBB-Technische Services-Gesellschaft mbH, 75 % Tochter (Bau und Instandhaltung von Schienenfahrzeugen)[9]
  - Rail Tours Touristik Gesellschaft m.b.H, 100 % Tochter
  - iMobility GmbH, 100 % Tochter (Entwickler der Mobilen App wegfinder)[10]
  - ÖV Ticketshop GmbH, 100 % Tochter[11]
  - City Air Terminal Betriebsgesellschaft m.b.H., 49,9 % Tochter (50,1 % stehen im Eigentum der Flughafen Wien AG)[12]
  - Arverio Deutschland GmbH, 100 % Tochter[13]
    - Arverio Baden-Württemberg GmbH, 100 % Tochter der Arverio Deutschland
    - Arverio Bayern GmbH, 100 % Tochter der Arverio Deutschland
    - Arverio Süd GmbH, 100 % Tochter der Arverio Deutschland[14]
- Rail Cargo Austria Aktiengesellschaft (RCA; Güterverkehr und Logistik)
  - Rail Cargo Logistics – Austria GmbH, 100 % Tochter
  - ÖBB-Produktion Gesellschaft mbH, 50 % Tochter
  - ÖBB-Technische Services-Gesellschaft mbH, 25 % Tochter
  - Rail Cargo Hungaria Zrt. (vormals MÁV Cargo), ungarische Schienengütersparte, 100 % Tochter
- ÖBB-Infrastruktur Aktiengesellschaft (Bau, Instandhaltung und Betrieb der Eisenbahn-Infrastruktur sowie Trassenzuweisung und Verkehrsabwicklung)
  - ÖBB-Immobilienmanagement Gesellschaft mbH, 100 % Tochter
  - ÖBB-Operative Services GmbH & Co KG, 100 % Tochter (Reinigung und Sicherheit)
  - Rail Equipment GmbH, 100 % Tochter (Vermietung von schienengebundenen Fahrzeugen)
  - Galleria di Base del Brennero – Brenner Basistunnel BBT SE, 50 % Tochter[15]

Weitere Töchter der ÖBB-Holding AG sind:
- ÖBB-Business Competence Center GmbH, 100 % Tochter
- ÖBB-Werbung GmbH, 100 % Tochter
- ÖBB-Finanzierungsservice GmbH, 100 % Tochter

### Management der ÖBB-Holding AG
Stand: Mai 2025
Vorstand
Andreas Matthä (CEO)
Manuela Waldner (CFO)
Aufsichtsrat
Elfriede Baumann, Cornelia Breuß, Brigitte Ederer, Mathias Moser, Nicolas Perrin, Beatrix Praeceptor, Gerhard Starsich, Peter Walder-Wintersteiner
Belegschaftsvertreter im Aufsichtsrat: Roman Hebenstreit, Olivia Janisch, Andreas Martinsich, Robert Hofmann

### Generaldirektoren der Österreichischen Bundesbahnen

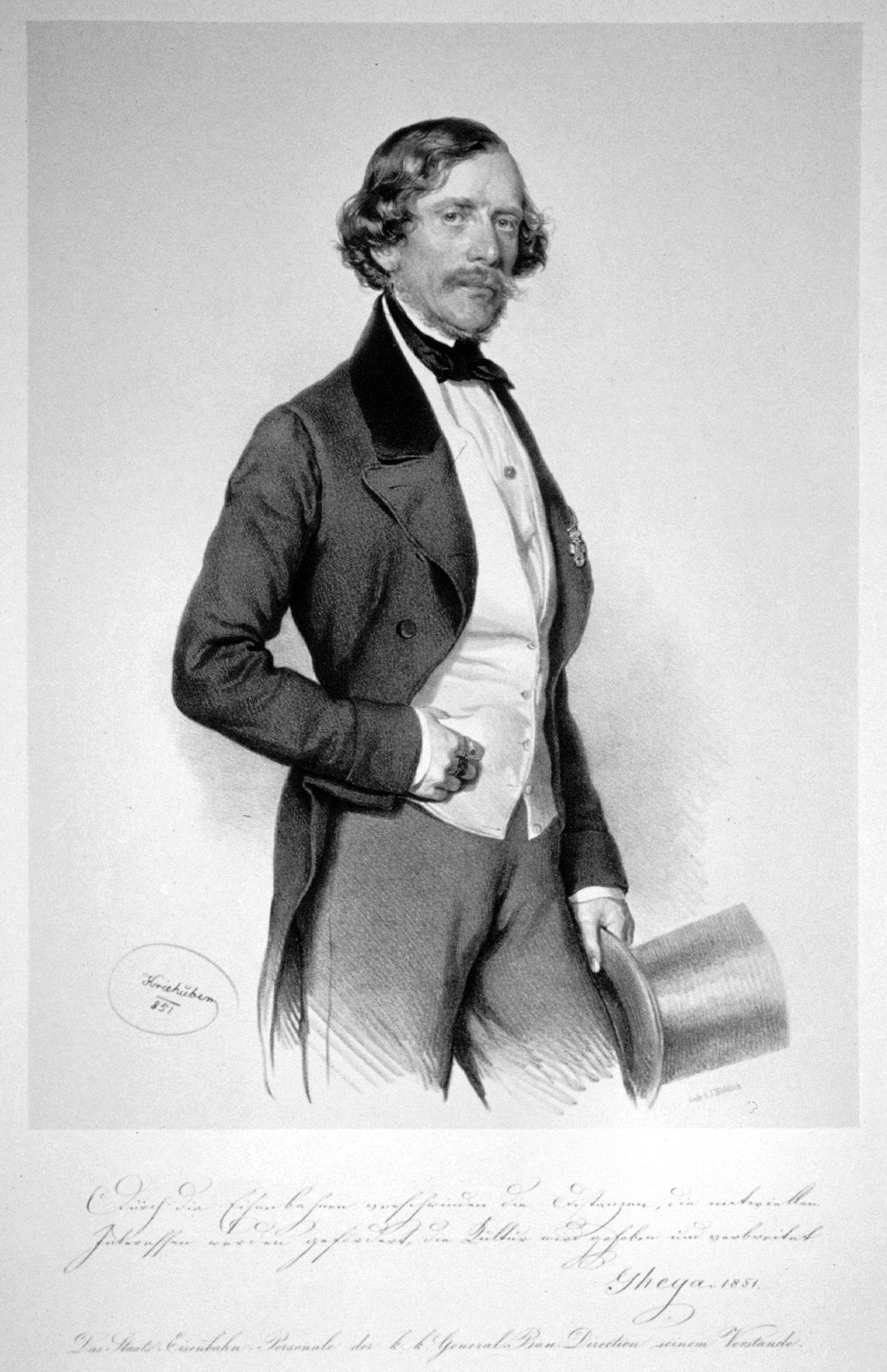
Carl Ritter von Ghega

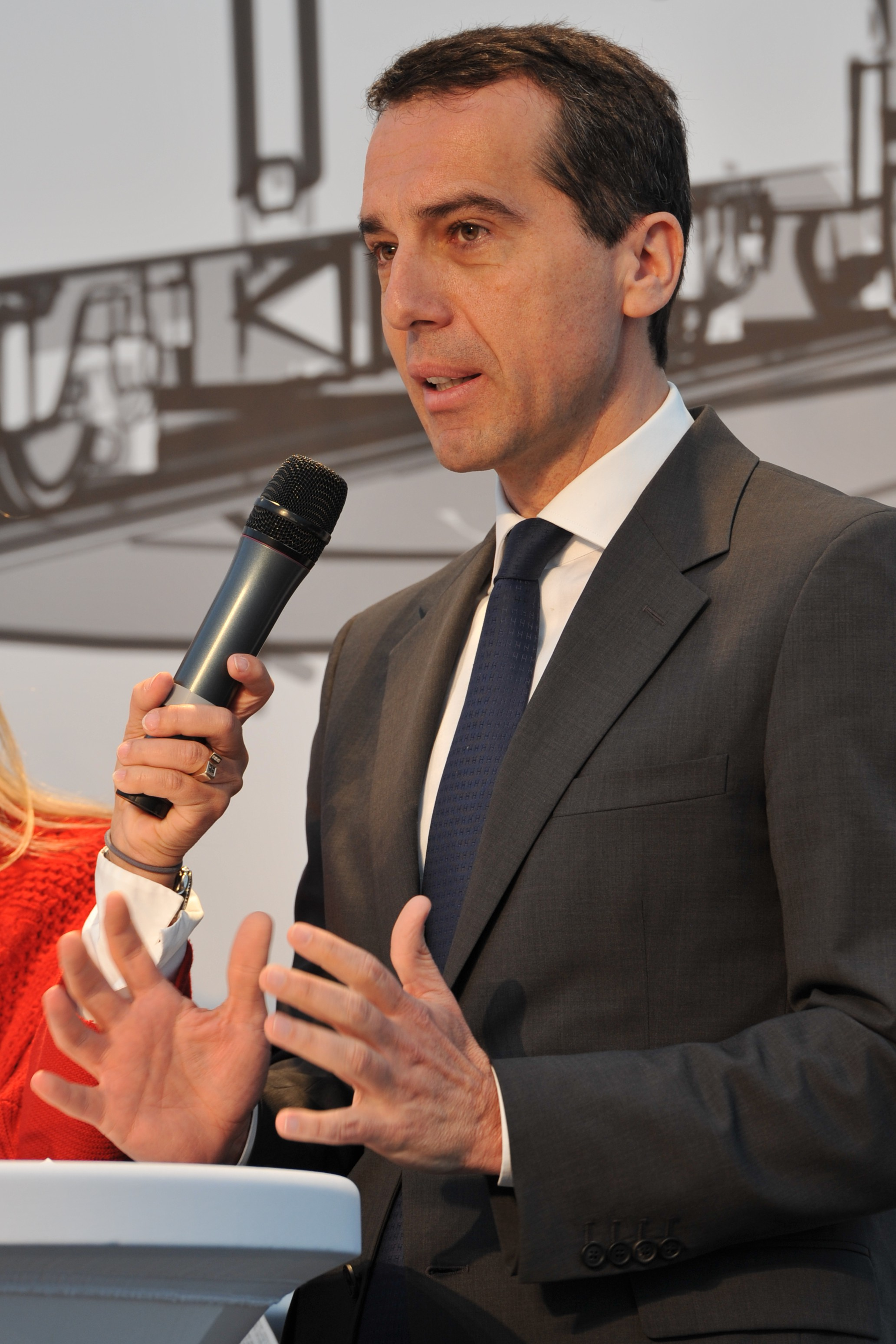
Christian Kern (2012)

Die Leitung der Österreichischen Bundesbahnen und ihrer Vorläufer wurde folgenden Personen übertragen:
Generaldirektoren für Staatseisenbahnen (1842–1848)
Hermenegild von Francesconi (3. Jänner 1842–Juli 1848)
Hock (1848)
Schmid (1848)
Carl Ritter von Ghega (1. August 1848–…)
Generalbaudirektion (1850–1852)
Carl Ritter von Ghega (…–…)
Zentraldirektion für Eisenbahnbauten (1852–1859)
Carl Ritter von Ghega (…–1859)
Generalinspektion der Österreichischen Eisenbahnen (1874–1919)
(ab 1875 als Behörde mit Generaldirektor, ab 1879 mit aufgeteilten Kompetenzen)
Wilhelm Nördling (1875–1879)
Direktion für Staatseisenbahnbetrieb (1882–1884)
Aloys Freiherr Czedik von Bründelsberg (1882–…)
Generaldirektion der k.k. Staatsbahnen (im k.k. Handelsministerium, 1884–1896)
Aloys Freiherr Czedik von Bründelsberg (…–1892)
Leon Ritter von Bilínski (1892–1895)
Ernest von Koerber (1895–1896)
1896–1918 k.k. Eisenbahnministerium mit mehreren Sektionen, kein Generaldirektor
Generaldirektion der Österreichischen Bundesbahnen (1923–1938)
Hans Siegmund (1. Oktober 1923–Dezember 1924)
Josef Maschat (Dezember 1924–Dezember 1926)
Rudolf Foest-Monshoff (Dezember 1926–März 1930)
Hans Sedlak (März–Oktober 1930)
Franz G. Strafella (2. Oktober 1930–6. Juni 1931)
Egon Seefehlner (15. Juni 1931–Februar 1933)
Anton Schöpfer (Februar 1933–März 1938)
Generaldirektion der Österreichischen Bundesbahnen (1945–31. März 2004)
Ernst R. Kaan (Leiter Staatseisenbahn) (Juni 1945–19. Mai 1947)
Ernst Seidler (20. Mai 1947–31. Dezember 1953)
Vinzenz Übeleis (1. Jänner–31. Dezember 1954)
Maximilian Schantl (13. Jänner 1955–31. Dezember 1966)
Bruno Kepnik (1. Jänner 1967–31. Dezember 1968)
Karl Kalz (1. Jänner 1969–13. Juni 1974)
Wolfgang Pycha (14. Juni 1974–13. Juni 1984)
Ernst Gollner (14. Juni 1984–30. April 1987)
Heinrich Übleis (1. Mai 1985–31. Juli 1993)
Helmut Draxler (1. August 1993–31. Juli 2001)
ÖBB-Holding AG (seit 1. April 2004)
Rüdiger vorm Walde (1. August 2001–31. Oktober 2004)
Martin Huber (1. November 2004–22. April 2008)
Peter Klugar (ab 23. April 2008 interimistisch, 26. Mai 2008–6. Juni 2010)
Christian Kern (7. Juni 2010–17. Mai 2016)
Josef Halbmayr (17.–24. Mai 2016 interimistisch)
Andreas Matthä (ab 24. Mai 2016 interimistisch, am 4. Juli 2016 vom Aufsichtsrat fix bestellt)

## Infrastruktur

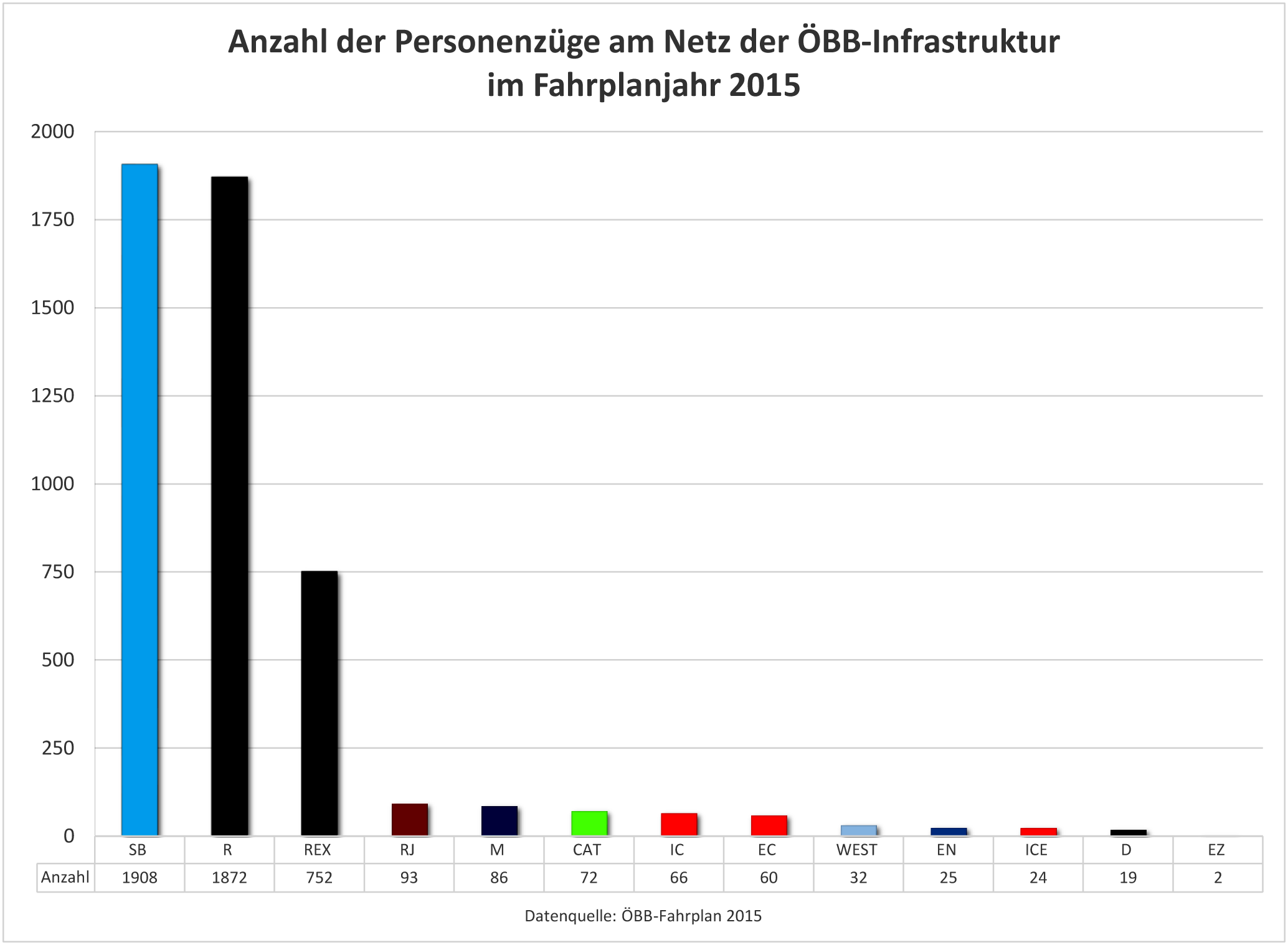
Anzahl der Personenzüge am Netz der ÖBB-Infrastruktur (2015)

Bau und Betrieb der gesamten Infrastruktur obliegt der zu 100 % der ÖBB-Holding gehörende ÖBB Infrastruktur AG. Die Eisenbahnstrecken der Österreichischen Bundesbahnen umfassen (Stand 2021/22) eine Länge von 4965 km, wovon 3650 km elektrifiziert sind. Diese Strecken umfassen 9759 Gleiskilometer (einschließlich Weichenlänge). Neben den Strecken in Österreich betreibt die ÖBB-Infrastruktur die Bahnstrecke Feldkirch–Buchs im Fürstentum Liechtenstein und der Schweiz gemäß Staatsvertrag vom 27. August 1870.
Neben Bau und Instandhaltung obliegt der ÖBB-Infrastruktur – wie anderen Eisenbahninfrastrukturunternehmen auch – die Trassenvergabe und die Verkehrsabwicklung. Die zentrale Koordinierung erfolgt über eine Verkehrsleitzentrale in Wien, die operative Umsetzung obliegt den fünf Betriebsführungszentralen (BFZ) in Innsbruck, Linz, Salzburg, Villach und Wien-Stadlau (mit redundanten Ausfall-BFZ in Wörgl, Attnang-Puchheim, Spittal-Millstättersee und Hauptbahnhof Wien). Die ÖBB-Infrastruktur betreibt (Stand 2021/22) 657 Stellwerke, davon 324 elektronische Stellwerke. Die für die Hauptstrecken eingerichteten Stellwerke werden überwiegend von Fahrdienstleitern in den Betriebsführungszentralen ferngesteuert, die Nebenstrecken und die Verschubknoten sind bei der Verkehrsabwicklung weitestgehend autark.

## Bahnstrom und Stromversorgung
Das Netz der ÖBB-Infrastruktur wird mit Einphasenwechselstrom mit einer Frequenz von 16,7 Hz betrieben. Am Fahrdraht liegt eine Spannung von 15 kV an, die Speisung der Unterwerke erfolgt über 110-kV-Bahnstromleitungen. Die ÖBB-Infrastruktur AG betreibt acht eigene Wasserkraftwerke zur Produktion von Bahnstrom in Braz, Wald am Arlberg, Fulpmes und Obervellach sowie der Kraftwerksgruppe Stubachtal bestehend aus den Kraftwerken Enzingerboden, Schneiderau, Uttendorf I und Uttendorf II. Für 2025 ist die Inbetriebnahme des Kraftwerkes Tauernmoos geplant, das allerdings direkt keinen Bahnstrom erzeugt, sondern 50-Hz-Drehstrom. Auch die Kraftwerke Rosenbach und Lassach der ÖBB erzeugen 50-Hz-Drehstrom. Seit dem Jahr 2015 betreibt die ÖBB auch Photovoltaikanlagen und seit 2022 auch Windkraftanlagen. Der von der ÖBB-Infrastruktur angebotene Bahnstrom wird zu 100 % aus erneuerbaren Energieträgern hergestellt, die einzelnen Eisenbahnverkehrsunternehmen können ihren Strom jedoch auch bei anderen Stromerzeugern beziehen und in das Bahnstromnetz einspeisen lassen.

## Personenverkehr

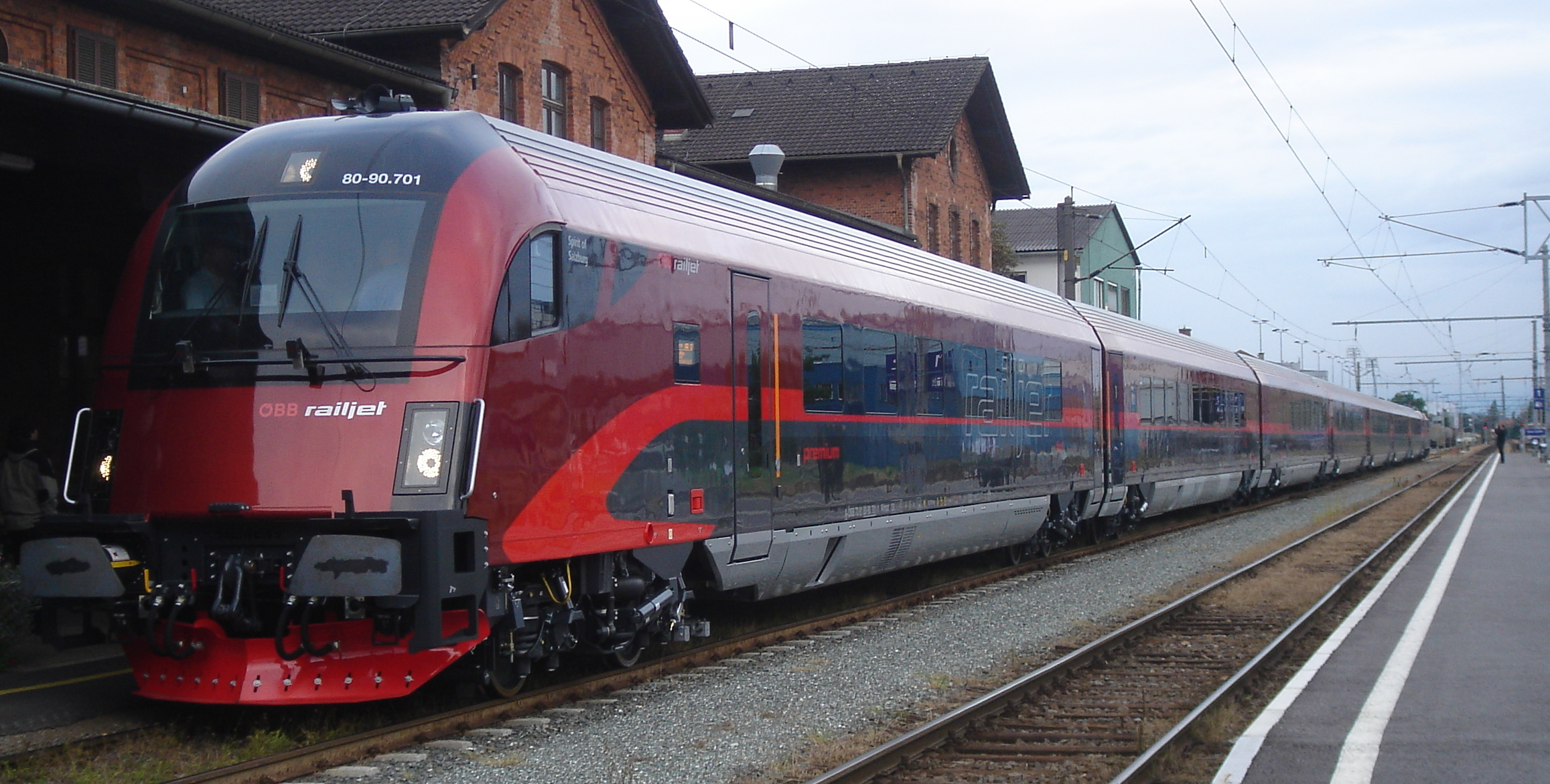
Ein Railjet der ÖBB („Spirit of Salzburg“) in Graz Ostbahnhof-Messe (2008)

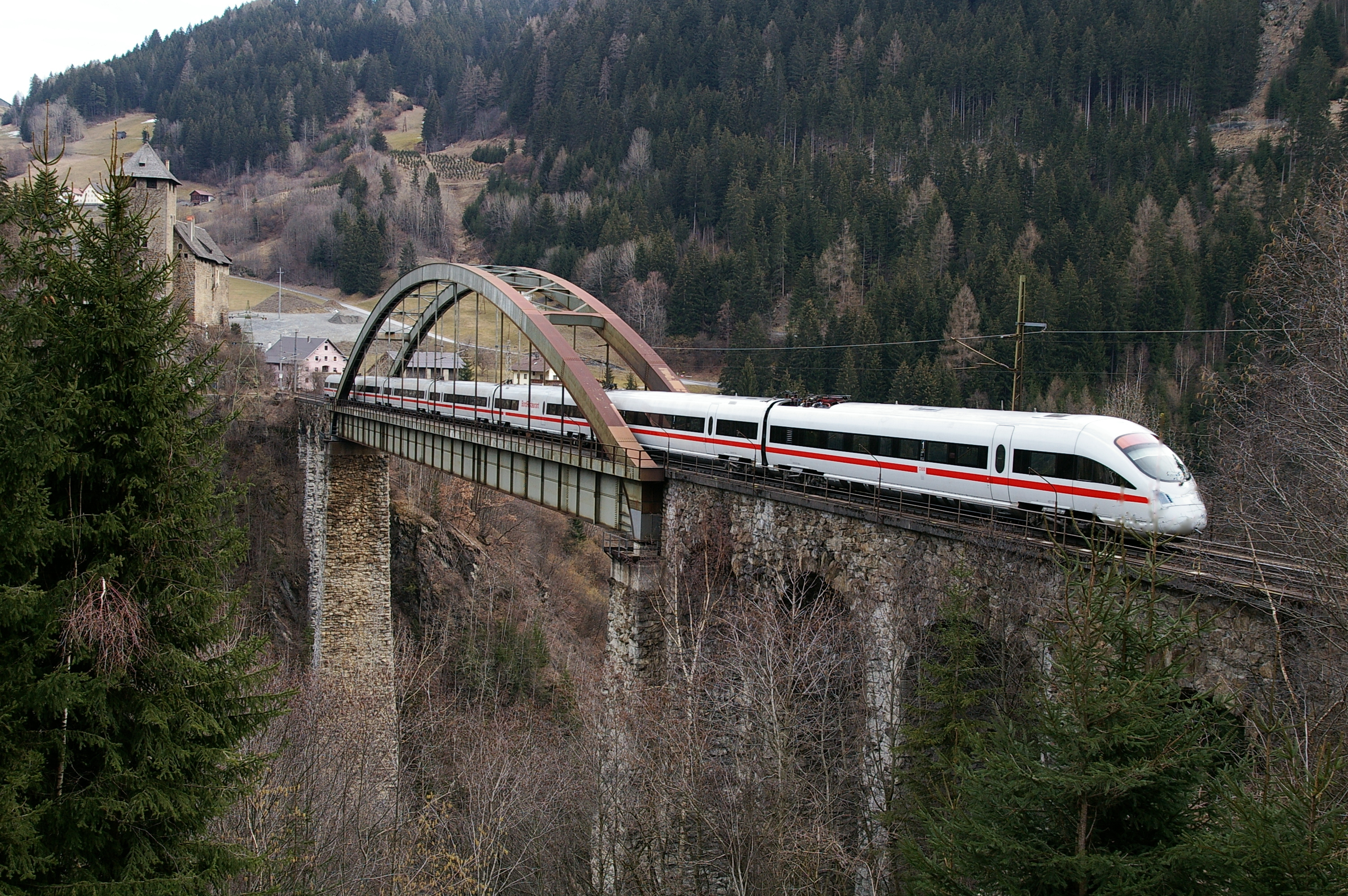
Ein ICE der ÖBB auf der Trisannabrücke (2007)

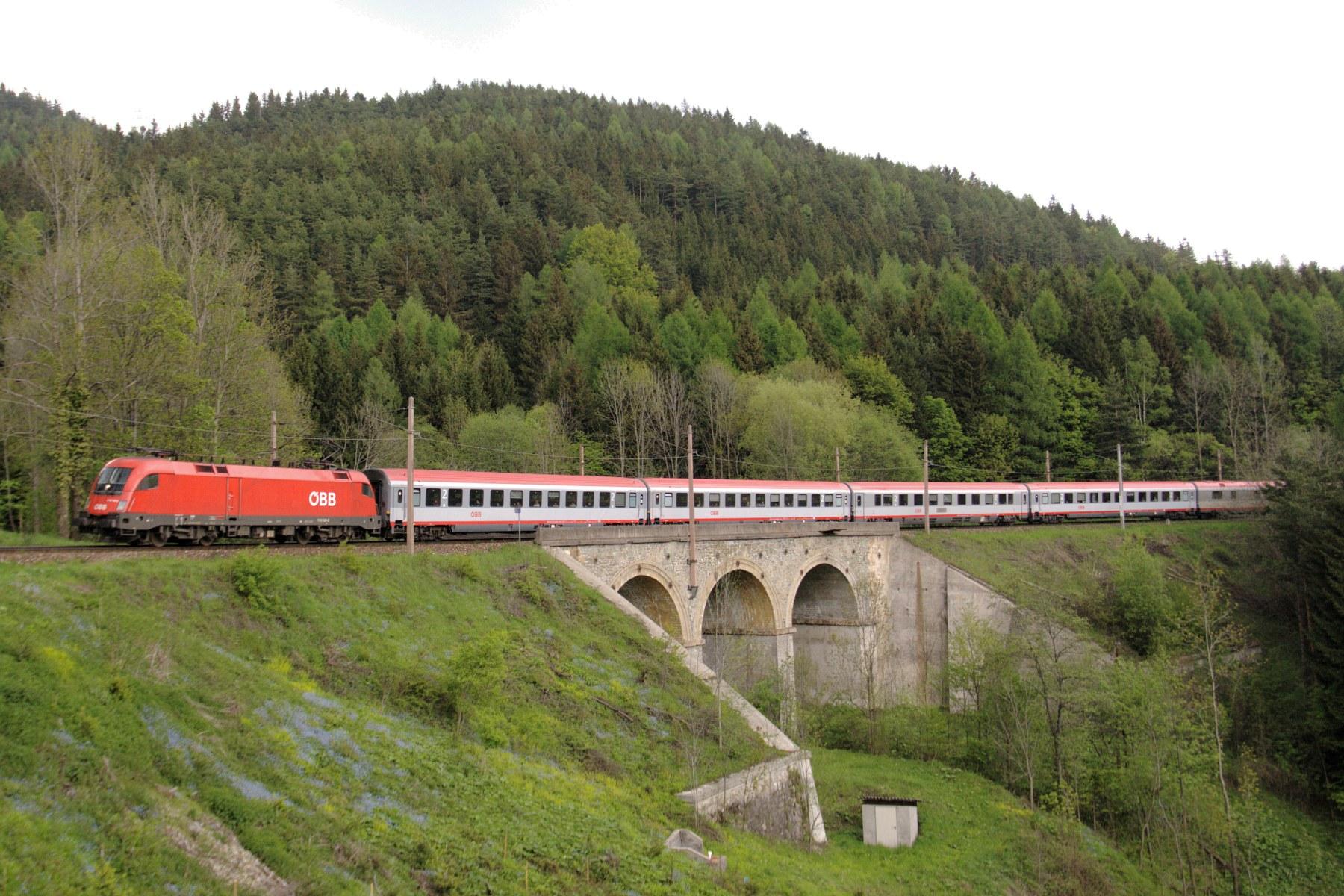
Ein ÖBB-EuroCity auf der Semmeringbahn (2006)

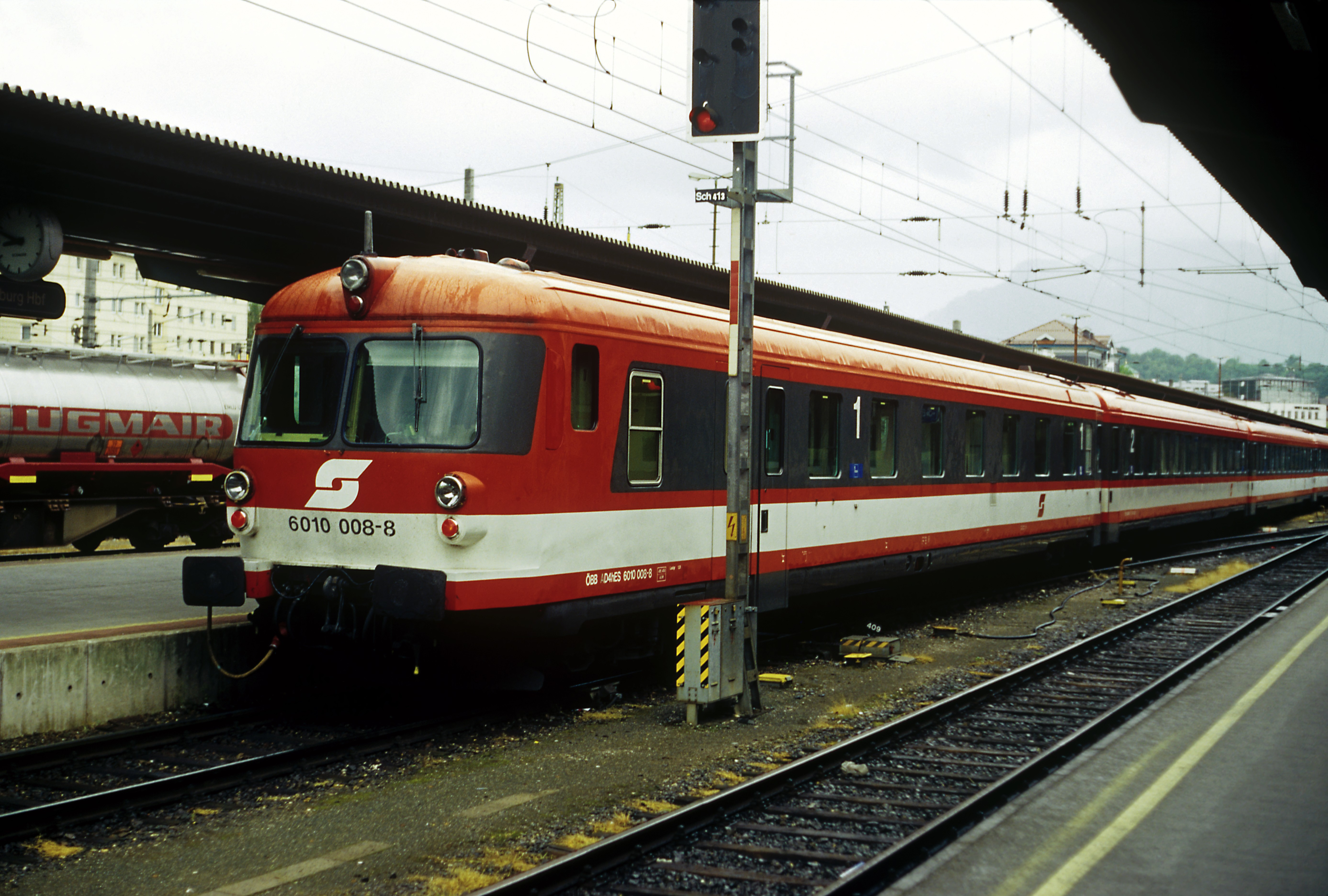
Ein mittlerweile ausgemusterter Steuerwagen der Reihe ÖBB 6010 am Salzburger Hauptbahnhof (Mai 2003)

Die zu 100 % der ÖBB-Holding gehörende ÖBB-Personenverkehr AG ist gleichzeitig für Fern- und Nahverkehr, einschließlich S-Bahn, zuständig.
Die wichtigsten Routen des österreichischen Fernverkehrs sind die Relationen
- Flughafen Wien – Wien – St. Pölten – Linz – Salzburg – Wörgl – Innsbruck – Feldkirch – Bregenz/Zürich
- Salzburg – Bischofshofen – Schwarzach-St. Veit – Villach – Klagenfurt
- Wien – Bruck an der Mur – Klagenfurt – Villach
- Wien – Bruck an der Mur – Graz
- Innsbruck / Salzburg – Bischofshofen – Selzthal – Leoben – Graz
- Linz – Selzthal – Leoben – Graz

Jede dieser Relationen wird vom ÖBB-Personenverkehr bedient. Die Nah- und Fernverkehrszüge des ÖBB-Personenverkehrs sind vollständig in die Tarife der Verkehrsverbünde integriert und auch mit dem Klimaticket zu benutzen.
Die zu 100 % im Eigentum des ÖBB-Personenverkehrs stehende Österreichische Postbus AG ist das größte österreichische Busunternehmen im Bereich der Linienbusse und bedient den größten Teil der Regionalbuslinien im Auftrag der Verkehrsverbünde. Für die Postbusse gibt es ein vom ÖBB-Personenverkehr unabhängiges Tarifsystem; für eine Fahrt mit Zug und Bus ist daher ein Verbundticket erforderlich.

## Güterverkehr (Rail Cargo Austria)

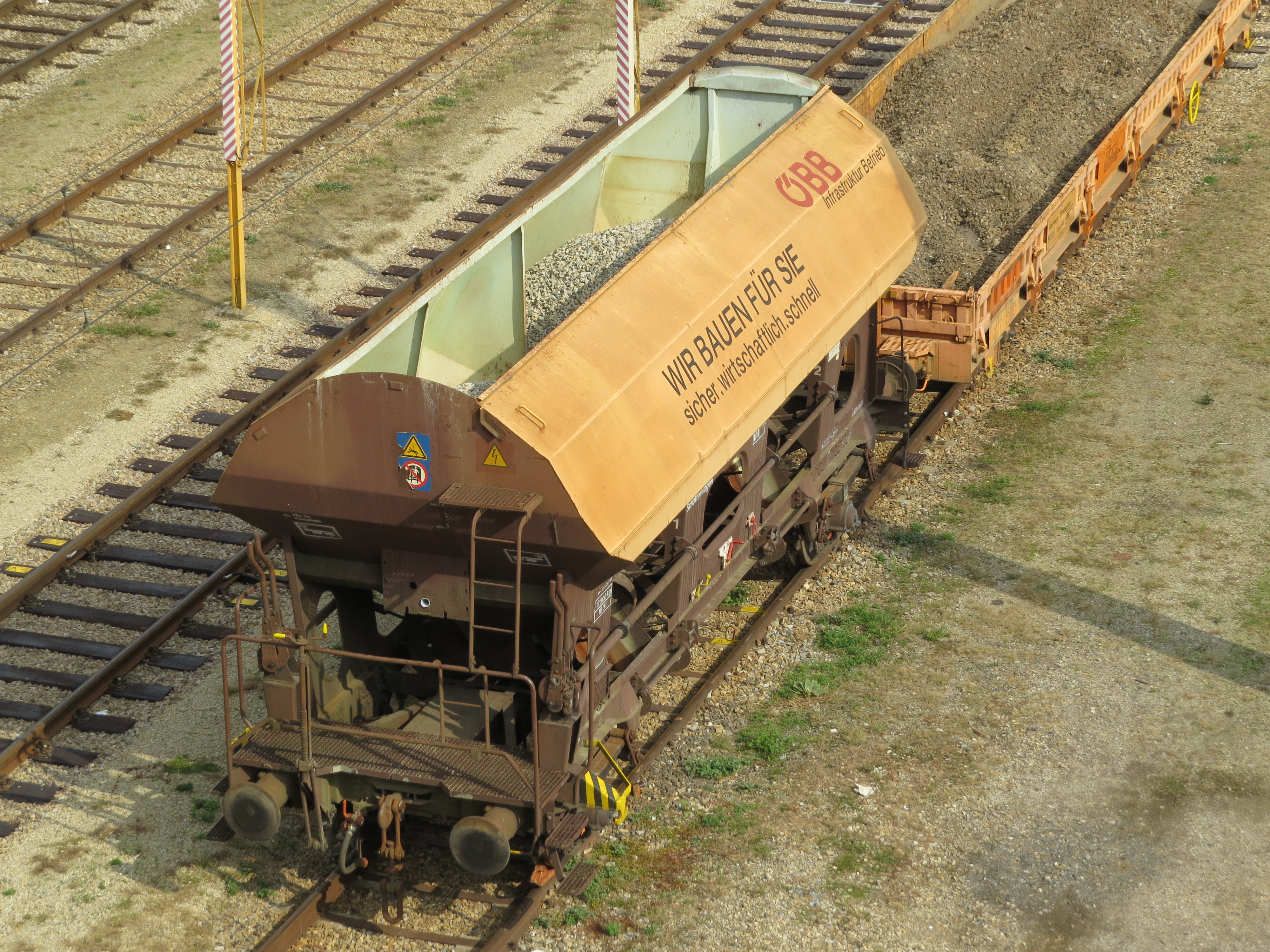
Schotterwagen der ÖBB-Infrastruktur AG am Bahnhof Krems an der Donau vom Parkhaus gesehen (2017)

Den Güterverkehr übernimmt die Rail Cargo Austria AG, die zu 100 % im Eigentum der ÖBB-Holding steht und die etwa 8.500 Mitarbeiter beschäftigt. Die Rail Cargo Austria bildet gemeinsam mit ihren Tochtergesellschaften im Ausland die von ihr als Leitgesellschaft geführte Rail Cargo Group. Insgesamt wurden im Jahr 2021 94,1 Millionen Tonnen oder 28,1 Milliarden Tonnenkilometer an Gütern befördert. Von den 94,1 Millionen Tonnen wurden rund 76 % im konventionellen Wagenverkehr, 17 % im unbegleiteten kombinierten Verkehr und fast 7 % über die Rollende Landstraße befördert. Die Rail Cargo Group hatte damit im Jahr 2021 in Österreich einen Marktanteil von 61 %, in Ungarn von 47 %, in Slowenien von 14 % und in Kroatien von 13 %.

## Schienenfahrzeuge
Der Fuhrpark des ÖBB-Konzerns umfasst (Stand 2021/2022) 1100 Lokomotiven, 2726 Personenwagen und 24357 Güterwagen. Bei den Lokomotiven ist seit den 2000er Jahren der Taurus 10/1116 charakteristisch, der insbesondere auch die schnellen Railjet-Züge antreibt.

## Geschichte
Übersicht der Namen:
ab 01.08.1884 Kaiserlich-königliche österreichische Staatsbahn (kkStB)
ab 12.11.1918 Deutschösterreichische Staatsbahnen (DÖStB)
ab 21.10.1919 Österreichische Staatseisenbahn (ÖStB)
ab 01.04.1921 Bundesbahnen Österreich (BBÖ)
ab 18.03.1938 Deutsche Reichsbahn (DR)
ab 27.04.1945 Österreichische Staatseisenbahn (ÖStB)
ab 05.08.1947 Österreichische Bundesbahnen (ÖBB)

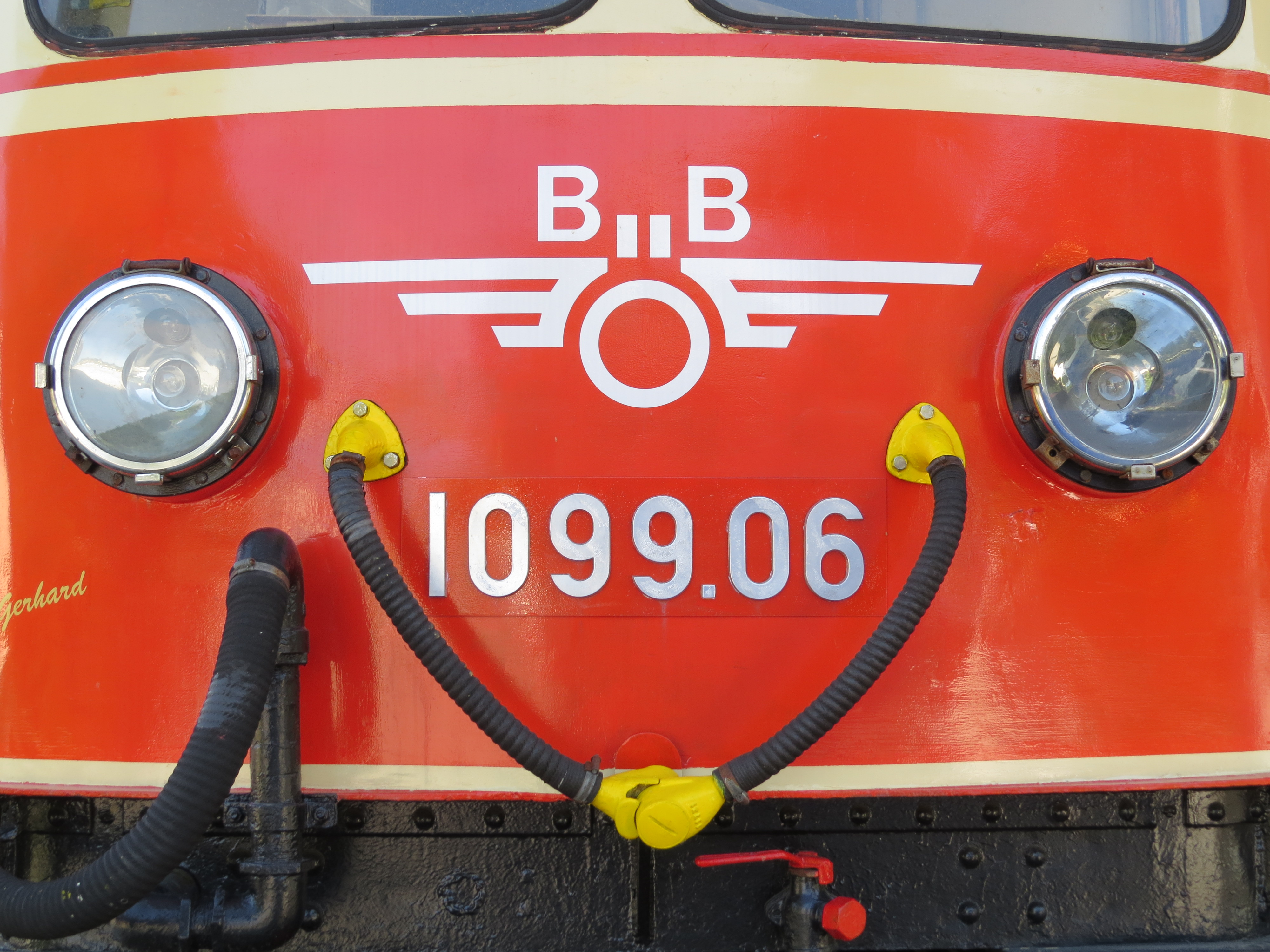
Restaurierte Schmalspur-Elektrolokomotive 1099.06 der Mariazellerbahn mit historischem Flügelrad der BBÖ (2018)

### Die Bahn zur Zeit der Donaumonarchie
Die schrittweise Verstaatlichung des Bahnnetzes der österreichischen Reichshälfte Österreich-Ungarns begann 1882, wobei die k.k. österreichischen Staatsbahnen (kkStB) entstanden. 1896 bis 1918 unterstanden sie dem k.k. Eisenbahnministerium.

### Zerfall Österreich-Ungarns (1918)
Mit dem Zerfall der österreichisch-ungarischen Monarchie Anfang November 1918 hörten die k.k. österreichischen Staatsbahnen auf zu bestehen. Die jeweiligen Teile des Schienennetzes und der Fahrzeuge fielen an die neuen Staaten Tschechoslowakei, Deutschösterreich, Staat der Serben, Kroaten und Slowenen und Polen sowie an Italien, das Triest, das Isonzotal, Istrien, Südtirol, und Rumänien, das die Bukowina annektierte.

### Gründung der Staatsbahn (1919–1923)
Die Staatsbahnen Österreichs firmierten nun als Deutschösterreichische Staatsbahnen (DÖStB), vom 21. November 1919 an als Österreichische Staatsbahnen (ÖStB). Nach dem Inkrafttreten der neuen Bundesverfassung wurden sie mit 1. April 1921 in Österreichische Bundesbahnen umbenannt. Sie blieben aber vorerst als Teil des Staatsamtes für Verkehrswesen, ab 10. November 1920 des Bundesministeriums für Verkehr, in unmittelbarer Staatsverwaltung.
Am 19. Juli 1923 beschloss der Nationalrat auf Vorschlag der Bundesregierung Seipel II das Bundesbahngesetz, mit dem ein eigener Wirtschaftskörper Österreichische Bundesbahnen als Unternehmung gebildet wurde. Es handelte sich um eine juristische Person des öffentlichen Rechts, nicht etwa um eine Aktiengesellschaft oder eine GmbH. Die Bundesregierung erließ am gleichen Tag per Verordnung das Statut für die Österreichischen Bundesbahnen und setzte das 1896 für die staatliche Eisenbahnverwaltung erlassene Organisationsstatut außer Kraft. Nach § 16 des genannten Gesetzes verblieben die hoheitlichen Aufgaben, insbesondere die eisenbahnbehördliche Aufsicht über die ÖBB und die Privatbahnen beim Bundesminister für Handel und Verkehr, bei der technischen Beurteilung bediente sich der Bundesminister jedoch dazu besonders autorisierter Angestellter der ÖBB.
Die in Österreich liegenden Linien der privaten Südbahn-Gesellschaft gingen 1923 in die Donau-Save-Adria Eisenbahn-Gesellschaft (vormals Südbahn-Gesellschaft) (DOSAG) über, den Betrieb übernahmen aufgrund der Kundmachung des Bundesministeriums für Handel und Verkehr vom 15. Dezember 1923, betreffend die Übernahme des Betriebes der österreichischen Südbahn-Linien die Österreichischen Bundesbahnen.
Die Bundesbahnen konnten in der Zwischenkriegszeit die Abkürzung ÖBB nicht verwenden, da die schweizerischen Oensingen-Balsthal-Bahn die Abkürzung OeBB verwendeten. Daher wurde die Abkürzung „BBÖ“ verwendet und auf den Fahrzeugen der Unternehmungsname als Bundesbahnen Österreich aufgemalt.
In den wenigen Jahren zwischen der starken Inflation nach dem Ersten Weltkrieg und der Weltwirtschaftskrise trugen die Bundesbahnen zum Erfolg des österreichischen Fremdenverkehrs bei. Tourismusorte mit Bahnanschluss hatten, wie schon vor dem Ersten Weltkrieg, deutliche Wettbewerbsvorteile. Die Bundesbahnen beteiligten sich daher auch an österreichischer Tourismuswerbung im Ausland und richteten Fahrpläne auch nach der touristischen Nachfrage aus.

### Eisenbahnerstreik, Weg in die Diktatur (1933)
Bei einer Debatte des Nationalrats am 4. März 1933 führte der entstandene Streit darüber, wie man auf einen Eisenbahnerstreik reagieren solle, zu einer Geschäftsordnungskrise, die Bundeskanzler Engelbert Dollfuß dazu nützte, von der „Selbstausschaltung des Parlaments“ zu sprechen und den Wiederzusammentritt des Nationalrats zu verhindern. In weiterer Folge errichtete Dollfuß die austrofaschistische Diktatur. Der Nationalrat konnte erst 1945 wieder aktiviert werden.

### Angliederung an die Deutsche Reichsbahn und Zweiter Weltkrieg (1938–1945)
Nach dem „Anschluss“ Österreichs an das Deutsche Reich wurden die BBÖ am 18. März 1938 von der Deutschen Reichsbahn übernommen. Die Aufgliederung wurde sukzessive im Laufe des Jahres 1938 an die der bestehenden Reichsbahn angeglichen, so entstanden die Reichsbahndirektionen Wien, Linz, Villach und Innsbruck, wobei letztere als kleinste Direktion bereits 1939 schon wieder aufgelöst wurde. Die Strecken und Dienststellen wurden auf die bestehenden Direktionen Augsburg, München und Salzburg aufgeteilt.
In die „deutsche Zeit“ fällt sowohl die Lieferung der neuen Elloks der Baureihe E 18.2 (bestellt noch als BBÖ 1870) und E 94, sowie damit zusammenhängend auch ein bedeutender Traktionswechsel auf den elektrifizierten Gebirgsstrecken. Dies geschah in erster Linie durch die verstärkte Anlieferung eben jener Baureihe E 94 mit der Serienlieferung (nach einigen kleineren Modifikationen in der Serie wie dem Einbau einer elektrischen Widerstandsbremse auf Wunsch der ehemals österreichischen Dienststellen) ab 1940, die Erstauslieferungen gingen direkt an den Brenner ins Bw Innsbruck. Diese Lokomotivbaureihe war ursprünglich in Deutschland als Weiterentwicklung der E 93 für den schweren Rampenbetrieb im Frankenwald und weiteren Steigungsstrecken wie die Geislinger Steige konzipiert worden. Für die nun zur Reichsbahn hinzugekommenen ehemals österreichischen Gebirgsstrecken war sie zwar gar nicht vorgesehen, jedoch war sie mit den Anpassungen auch für diese Strecken geeignet, was sich in einer großen Zahl an Nachbestellungen der Reichsbahn bemerkbar machte. Sie prägte auch nach dem Krieg noch viele Jahrzehnte als ÖBB 1020 das Bild der österreichischen Zugförderung im schweren Gebirgsdienst am Brenner und am Arlberg.
Die dunkle Seite jener Zeit betraf die österreichischen Bahnen in der Aggressionspolitik des Regimes ebenso wie die übrige Reichsbahn, sie wurde im Zweiten Weltkrieg ebenso eingesetzt wie für seinen Terror gegen Juden und andere Minderheiten. Schon unmittelbar nach dem „Anschluss“ erfolgte die Aussortierung jüdischer Eisenbahner in den ehemals österreichischen Direktionen und Dienststellen, so wie es vorher schon im „Altreich“ begonnen hatte. Die ehemals österreichische Eisenbahn und die Eisenbahner waren wie die übrige Reichsbahn eine der wichtigsten Stützen der Kriegslogistik im Verlauf des Zweiten Weltkrieges und wichtiges Werkzeug der verbrecherischen Staatspolitik des damaligen „Großdeutschlands“. Sie waren als Teil der Reichsbahn laut eigener 2012 formulierter Erkenntnis „eine der wichtigsten Stützen des nationalsozialistischen Staates“.
Ohne Bahn als Transportmittel wären die Kriegslogistik der deutschen Wehrmacht und die Massentransporte in die Vernichtungslager nicht machbar gewesen. Hunderttausende Österreicher, darunter die gesamte jüdische Bevölkerung, waren gezwungen, ihre Heimat zu verlassen, oder wurden in Konzentrations- und Vernichtungslager deportiert. Die Transporte erfolgten mit der Bahn. Hunderttausende Österreicher waren aber auch auf der Täterseite beteiligt, genauso im Dienst der Reichsbahn wie der Wehrmacht oder der SS und anderen Handlagern der Nazi-Terrorherrschaft. Diese Beteiligung auf der Täterseite wird heute im damals deutschen Gebiet aber gerne verschwiegen, sie gehört jedoch mit zur eigenen Verantwortung jener schweren Zeit.
Im Kampf der Alliierten gegen das Deutsche Reich, der nach Kriegsende zur wiedererlangten Freiheit und Unabhängigkeit Österreichs führte, wurden bis April 1945 ca. 41 Prozent des österreichischen Bahnnetzes zerstört.

### Wiedererrichtung (1945)
Die ÖBB wurden – zuerst noch unter der Bezeichnung Österreichische Staatsbahnen – unmittelbar nach der Neuerrichtung der Republik wiedererrichtet, bereits am 20. Juli 1945 nahm die Generaldirektion der österreichischen Staatseisenbahnen den Betrieb wieder auf. Das Behörden-Überleitungsgesetz bestimmte, dass die Generaldirektion Teil der Ministerialbürokratie des Verkehrsministeriums war. Es war vorgesehen, dass die ÖBB nach kaufmännischen Gesichtspunkten zu führen sei. Ähnlich zur Deutschen Reichsbahn wurde der Generaldirektion auch die Aufsicht über die Privatbahnen übertragen.
Der Wiederaufbau der Infrastruktur setzte unmittelbar nach Kriegsende ein. Neben dem Wiederaufbau wurde auch die Elektrifizierung vorangetrieben. Die ÖBB zählte mit ihren vielen Mitarbeitern wie das ihr übergeordnete Verkehrsministerium zum Einflussbereich der Sozialdemokraten, die bis 1966 in einer Koalition unter Führung der Konservativen mitregierten.

### Umwandlung in einen selbständigen Wirtschaftskörper (1969)
Mit dem von der konservativen „Alleinregierung“ Klaus 1969 vorgelegten neuen Bundesbahngesetz 1969 wurden die ÖBB zum Wirtschaftskörper ohne eigene Rechtspersönlichkeit erklärt, eine Änderung, die bereits im Jahr 1945 durch das Behörden-Überleitungsgesetz in Aussicht gestellt wurde. Die Verwaltung der ÖBB übernahm fortan der aus Generaldirektor, einem Generaldirektor-Stellvertreter und zwei Vorstandsdirektoren bestehende Vorstand, die von der Bundesregierung mit Bestätigung durch den Bundespräsidenten auf höchstens fünf Jahre zu bestellen waren, wobei eine Wiederbestellung zulässig war. Der Vorstand entschied, wie dies auch etwa bei Aktiengesellschaften der Fall ist, durch Mehrheitsentscheid. Außerdem war ein Verwaltungsrat vorgesehen, der aus Vertretern etwa der Länder und der Sozialpartner bestand und vorwiegend beratende Aufgaben hatte. Die ÖBB hatten Jahresabschlüsse nach handelsrechtlichen Prinzipien zu erstellen, sie waren auch in das Handelsregister eingetragen. Da die ÖBB keine eigene Rechtspersönlichkeit war, waren ihre Bediensteten weiterhin Bundesbedienstete und ihr Vermögen Bundesvermögen.
Die hoheitlichen Aufgaben (einschließlich der Aufsicht über die ÖBB und die Privatbahnen) verblieben beim Bundesminister für Verkehr, somit waren Betriebsverwaltung und Eisenbahnbehörde organisatorisch getrennt.

### Massenmotorisierung
Von den 1960er-Jahren an mussten die Bundesbahnen einen beträchtlichen Bedeutungsverlust in Kauf nehmen. Das Automobil setzte sich mit zunehmendem Wohlstand der österreichischen Bevölkerung auch im Privatleben immer stärker als Verkehrsmittel Nr. 1 durch. Wünsche der Autofahrer wurden dank ihrer Interessensvertretungen ÖAMTC und ARBÖ bei Bedarf auch sehr lautstark an die Politik herangetragen, das Interesse für zeitgemäßen, dichten öffentlichen Verkehr, der keine adäquate Interessensvertretung besaß, wurde dagegen deutlich geringer. Der Zuschussbedarf der Bahn wurde von Bürgern, die die Bahn nicht benützten, oft als „unnötiges Defizit“ kritisiert.

### Der Pflatsch als neues Logo (1971)
Aus einem 1971 durchgeführten Wettbewerb ging das neue Logo der ÖBB hervor, der so genannte Pflatsch, der ab 1974 eingesetzt wurde und das bis dahin bestehende BBÖ-Flügelrad ablöste. Der Pflatsch überdauerte mehr als 30 Jahre, bis er 2004 endgültig durch die Wortmarke ÖBB abgelöst wurde. Gleichzeitig versuchte man durch ein neues Erscheinungsbild von Fahrzeugen und Bahnhofsschildern, dem Zeitgeist zu entsprechen und dem wachsenden Flugverkehr Paroli zu bieten.

### Neuer Austrotakt (1991)
1991 führten die Österreichischen Bundesbahnen mit dem Neuen Austrotakt, kurz NAT‘91, erstmals einen landesweiten Taktfahrplan ein. Damals wurden stündliche Schnellverbindungen auf der West- und Südbahn sowie Schnellverbindungen im Zwei-Stunden-Takt auf den übrigen Hauptstrecken eingeführt. Parallel dazu wurde der Fuhrpark um 370 neue Züge und 100.000 Sitzplätze erweitert. Da der NAT‘91 als „erster großer Schritt der Neuen Bahn in die Zukunft“ beworben wurde, wurde der Pflatsch als damaliges Logo der ÖBB oft mit dem Schriftzug „Die Neue Bahn“ kombiniert, insbesondere auf Drucksachen sowie in TV-Werbungen der 1990er Jahre. Bereits zuvor wurde auch ein neues möglichst harmonisches und modernes Design für die bestehende Fahrzeugflotte und geplante zukünftige Fahrzeuge geschaffen. Dies beinhaltete nicht nur neue Lackierungen, sondern auch ein möglichst einheitliches Führerpult für den Triebfahrzeugführer. Viele Projekte aus der NAT`91-Zeit wurden später teilweise oder vollständig rückgängig gemacht, da die Wirtschaftlichkeit immer mehr in den Fokus der ÖBB gerückt ist.

### Umwandlung in eine Kapitalgesellschaft (1992)
1992 wurden die ÖBB von der Bundesregierung Vranitzky III, einer SPÖ-ÖVP-Koalition, aus dem Bundesbudget ausgegliedert und in eine Gesellschaft mit eigener Rechtspersönlichkeit umgewandelt. Grundlage dafür war das Bundesbahngesetz 1992. Die Gesellschaft stand zu 100 % im Eigentum der Republik Österreich. Auf die Gesellschaft war nach dem Bundesbahngesetz 1992 das Gesetz über Gesellschaften mit beschränkter Haftung mit einigen Abweichungen anzuwenden, wodurch die ÖBB zu einer Mischform aus Gesellschaft mit beschränkter Haftung und Aktiengesellschaft wurde. Das Bundesbahngesetz 1992 verfolgte zwei Hauptziele: Zum einen galt es anlässlich des bevorstehenden Beitritts Österreichs zur Europäischen Union den EU-Richtlinien zu entsprechen, und zum anderen sollte der Finanzbedarf der öffentlichen Hand bei gleichzeitiger Effizienzsteigerung und verbesserter Wettbewerbsfähigkeit reduziert werden.

### Schaffung des ÖBB-Konzerns (2004)

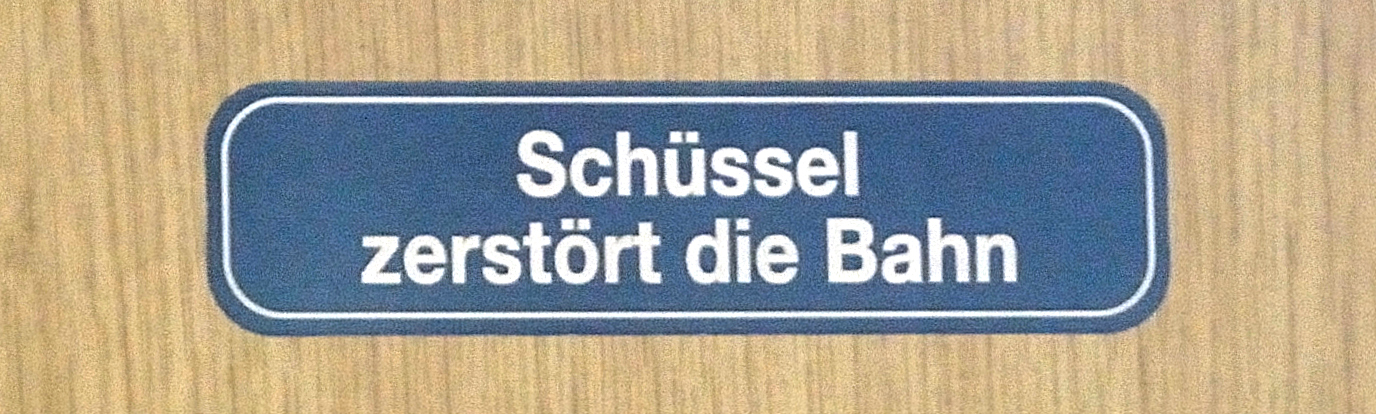
Proteststicker gegen die Neustrukturierung der ÖBB 2004

2004 wurden die ÖBB von der ÖVP-FPÖ-Bundesregierung Schüssel II als Konzern mit der ÖBB-Holding AG und operativen Tochtergesellschaften neu organisiert. Die Holding soll neben der Wahrnehmung der Anteilsrechte an den nachgeordneten Gesellschaften die einheitliche strategische Ausrichtung des Gesamtkonzerns koordinieren und konzernweite Aufgabenstellungen wahrnehmen. Die Organisation der Österreichischen Bundesbahnen beruht auf dem Bundesbahnstrukturgesetz 2003, welches das Bundesbahngesetz 1992 nicht ersetzte, sondern abänderte. Die Änderung der Gesellschaftsform der Österreichischen Bundesbahnen wurde nicht auf einmal, sondern in mehreren Etappen vorgenommen:
- 1. Jänner 2004: Das Bundesbahnstrukturgesetz 2003 tritt in Kraft.
- 31. März 2004: Gründung der ÖBB-Holding AG.
- 17. Mai 2004: Gründung der ÖBB-Personenverkehr AG, der Rail Cargo Austria AG, der ÖBB-Infrastruktur Betrieb AG, der ÖBB-Dienstleistungs GmbH und (als Vorgriff zur ÖBB-Infrastruktur Bau AG) der ÖBB-Immobilienmanagement GmbH
- 30. Juni 2004: Gründung der ÖBB-Traktion GmbH und der ÖBB-Technische Services GmbH
- 30. September 2004: Abspaltung des Teilbetriebs ÖBB-Dienstleistungs GmbH
- 30. Dezember 2004: Einbringung der Bundesanteile der Brenner Eisenbahn GmbH in die „alte“ Kapitalgesellschaft ÖBB
- 1. Jänner 2005: Abspaltung von 17 Teilbetrieben
- 16. März 2005: Umwandlung der „alten“ Kapitalgesellschaft ÖBB in die ÖBB-Infrastruktur Bau AG
- 20. April 2005: Verschmelzung der 1989 gegründeten und vordem selbständigen Eisenbahn-Hochleistungsstrecken AG (HL-AG) und des Finanzierungsteils der Schieneninfrastrukturfinanzierungsgesellschaft mbH (SCHIG) mit ÖBB-Infrastruktur Bau AG

### Verkauf der Schifffahrt (2006)
Bis März 2006 betrieben die ÖBB die Bodensee-Schifffahrtsgesellschaft (siehe Weiße Flotte) mit den Schiffen Österreich, Austria und Vorarlberg sowie die Wolfgangsee-Flotte. Die Bodensee-Schifffahrt wurde an den Vorarlberger Unternehmer Walter Klaus veräußert, die seither unter dem Namen Vorarlberg Lines-Bodenseeschifffahrt (VLB) betrieben wird. Die Wolfgangsee-Flotte wurde gemeinsam mit der Schafbergbahn an die Salzburg AG verkauft.

### Rücktritt Martin Huber (2008)
Am 21. April 2008 hatte Generaldirektor Martin Huber seinen freiwilligen Rücktritt angeboten (seit Jahresbeginn stand er wegen Spekulationen, umstrittener Immobiliendeals und Gehälter in der Kritik). Finanzvorstand Erich Söllinger, der für massive Verluste aus Finanzspekulationen – für „Collateralized Debt Obligations“ (CDO) in Höhe von 612,9 Mio. € mussten nun rund 230 Mio. € in den ÖBB-Bilanzen rückgestellt werden – mit der Deutschen Bank 2005 ohne Befassung des Aufsichtsrates verantwortlich gemacht wurde, reichte am 21. April 2008 selbst seine Kündigung ein. Er verließ den Vorstand im Oktober 2008. Gustav Poschalko schied im November 2008 aus dem Vorstand aus. Der Vorstand wurde, nachdem er erst im Dezember 2007 auf vier Personen aufgestockt worden war, wieder auf zwei Personen reduziert. Am 26. Mai 2008 wurde der bisher für Infrastruktur zuständige Holding-Vorstand und vormalige Vorstandschef der Infrastruktur Betriebs AG Peter Klugar, der bisher die Geschäfte interimistisch führte, vom Aufsichtsrat offiziell zum Vorstandssprecher der ÖBB-Holding AG ernannt. Die freiwerdende Stelle des Finanzvorstandes wurde neu ausgeschrieben und mit Josef Halbmayr besetzt.
In seiner Antrittspressekonferenz am 27. Mai 2008, die er gemeinsam mit dem Aufsichtsratsvorsitzenden Horst Pöchhacker abhielt, erklärte Peter Klugar, dass mittelfristig die Zahl der Mitarbeiter leicht steigen soll. Weiters kündigte Klugar eine Qualitätsoffensive in bestehende Strecken an und will in diese um rund 20 % mehr investieren. Ebenso soll es unter seiner Führung keine weiteren Einstellungen von Nebenbahnen geben, doch sollen einige Strecken gänzlich aufgelassen werden, so keine Gebietskörperschaften die Nachnutzung übernehmen. Wie Horst Pöchhacker ausführte, sollen in Zukunft die vier Teilgesellschaften gestärkt werden und die Holding AG sich mehr zurückziehen. Pöchhacker begründete dies damit, dass der Umbau der ÖBB abgeschlossen sei und zur Durchsetzung der Ziele eine starke Holding nicht mehr erforderlich sei. Diese Position wurde vom nachfolgenden Generaldirektor Christian Kern nicht weiterverfolgt.

### Bahnreform 2009
Durch das am 19. August 2009 kundgemachte Bundesgesetz zur Änderung des Bundesbahngesetzes, des Privatbahngesetzes 2004 und des Eisenbahngesetzes 1957 (BGBl. I Nr. 95/2009) wurde die Reform von 2003 neuerlich reformiert. Dabei wurde insbesondere die bereits 2003 heftig kritisierte Trennung zwischen ÖBB-Infrastruktur Bau AG und die ÖBB-Infrastruktur Betrieb AG aufgehoben und beide Gesellschaften zur ÖBB-Infrastruktur AG verschmolzen. Außerdem wurde die für den Brenner-Nordzulauf zuständige Brenner Eisenbahn GmbH vollständig in die ÖBB-Infrastruktur AG integriert. Das Gesetz sah außerdem vor, dass der Verschub oder Teile davon von der ÖBB-Infrastruktur AG in die ÖBB-Traktion GmbH, nunmehr ÖBB-Produktion GmbH, übernommen werden sollen. Da der Verschub in Österreich stark aus Bundesmitteln subventioniert wird, solche Subventionen bei Eisenbahnverkehrsunternehmen jedoch wegen möglicher Quersubventionen problematisch sind, verblieb der Verschub letztlich bei der ÖBB-Infrastruktur AG.
2012 wurden von der SPÖ-ÖVP-Bundesregierung Faymann I Maßnahmen zugelassen, die die Eigenständigkeit der „Holding-Töchter“ wieder einschränken.

### Eröffnung ÖBB-Bildungscampus (2022)
2022 wurde in St. Pölten der ÖBB-Bildungscampus eröffnet, der auf einem ehemaligen Hallen-Gelände der ÖBB in der Nähe der ÖBB Hauptwerkstätte St. Pölten der ÖBB-Technische Services GmbH und des Lehrlingsheims für bis zu 550 Personen innerhalb von 30 Monaten um rund 75 Millionen Euro realisiert wurde.
Der alte Bildungscampus in Hart-Wörth, wenige Kilometer südlich, wurde daraufhin geschlossen.

### Übernahme der Infrastruktur der Graz-Köflacher Bahn (2024)
Mit dem 2. Juli 2024 hat die ÖBB-Infrastruktur AG die Eisenbahninfrastruktur der Graz-Köflacher Bahn und Busbetrieb GmbH, die wie die ÖBB zu 100 % im Eigentum der Republik Österreich steht, übernommen. Dadurch sollen sich Synergien mit der neuerrichteten Koralmbahn ergeben, außerdem wird damit auch bei der Graz-Köflacher Bahn eine gesellschaftsrechtliche Trennung von Infrastruktur und Betrieb realisiert. Von den Gewerkschaften und den regionalen Entscheidungsträgern wird die Übernahme kritisch gesehen. Das erforderliche Gesetz wurde im Juli 2023 beschlossen.

### Ausbau bis 2030
Ab 2026 werden 14 neue Railjet-Doppelstockzüge der Firma Stadler eingesetzt und bieten etwa ein fünftel mehr Platz als die einstöckigen Wagen. Zuerst sollen sie auf der Weststrecke eingesetzt werden mit der Fertigstellung des Semmering-Basistunnels auch auf der Südstrecke. Weiters wurden auch 21 Cityjet-Doppelstockzüge bestellt. Das Auftragsvolumen für die 35 neuen Wagen beträgt etwa 600 Millionen Euro. Die ÖBB und Stadler haben eine Rahmenvereinbarung mit der Option auf insgesamt 186 zweistöckige Züge. Bereits 2022 wurde eine erste Bestellung über 20 sechsteilige und 21 vierteilige Cityjet Doppelstockgarnituren mit einem Volumen von 700 Millionen Euro getätigt. Mit Siemens wurden ebenfalls einige Verträge abgeschlossen. Bereits 2018 wurde 33 neue Nightjets bestellt und 2023 wurde ein weiterer Vertrag mit einer Option auf bis zu 540 Zügen abgeschlossen. Insgesamt soll die Flotte bis 2030 um 4,7 Milliarden erneuert werden.

## Zwischenfälle
Beim Betrieb der Bahn kommt es immer wieder zu Zwischenfällen. Im Schnitt der letzten Jahre (seit 2010) gab es knapp zwei Unfälle pro Jahr mit Menschen- und/oder erheblichem Sachschaden. Im Zeitraum 2010 bis Anfang 2018 kamen dabei fünf Personen ums Leben.
Von Seiten der ÖBB wurde regelmäßig betont, dass das Sicherheitsniveau der Bahn sehr hoch sei und die Anzahl der Unfälle leicht zurückgehend bzw. gleichbleibend sei. Allerdings kam die Bahn Anfang 2018 durch mehrere schwere Unfälle, die durch angebliche Aufmerksamkeitsprobleme der Lokführer verursacht wurden, unter Druck.

## Dienstrecht und Pensionssystem
Die bis 1992 aufgenommenen Bediensteten der ÖBB stehen in einem privatrechtlichen Arbeitsverhältnis, das weitgehend dem Beamtenrecht angeglichen ist. Es wurde vereinbart, dass die vom zuständigen Bundesminister im Einvernehmen mit dem Hauptausschuss des Nationalrates erlassenen Dienstordnungen in der jeweils geltenden Fassung als Vertragsbestandteil gelten. Die Bediensteten mit Anspruch auf ÖBB-Pension sind von der gesetzlichen Pensionsversicherung ausgenommen. Diese Arbeitsverhältnisse wurden bei Erfüllung der vorgeschriebenen Prüfungen nach einer bestimmten Dauer (etwa vier Jahren) definitiv, also konnte das Arbeitsverhältnis vom Arbeitgeber nur mehr aus triftigen Gründen gekündigt werden. Aufgrund des Bundesbahngesetzes 1992 mussten die ÖBB ein neues Dienstrecht („Allgemeine Vertragsbedingungen für Dienstverträge bei den Österreichischen Bundesbahnen“, kurz „AVB“) schaffen, das sich an den Bestimmungen des Angestelltengesetzes orientieren sollte und aufgrund von Übergangsfristen am 1. Jänner 1996 in Kraft trat (§ 66 AVB). Die AVB gelten mit Übergangsbestimmungen auch für die zuvor aufgenommenen Bediensteten (§ 67 AVB). Die ab 1. Jänner 2003 neu aufgenommenen Arbeitnehmer unterliegen nicht mehr den AVB, sondern den zwischen dem Fachverband der Schienenbahnen der Wirtschaftskammer Österreich mit dem Österreichischen Gewerkschaftsbund vereinbarten Kollektivverträgen, konkret dem Kollektivvertrag „Dienst- und Besoldungsordnung für die Bediensteten der österreichischen Privatbahnen“ (bei Eintritt zwischen 1. Jänner 2003 und 31. Dezember 2010) und dem „Kollektivvertrag für die Arbeitnehmer/innen der österreichschen Eisenbahnunternehmen“ (bei Eintritt ab 1. Jänner 2011).
Das Pensionsrecht der Bediensteten, die noch nach den alten Dienstordnungen einen Anspruch auf eine ÖBB-Pension haben, ist seit dem Jahr 2001 nicht mehr durch die AVB, sondern durch Bundesgesetz geregelt. Die Pensionslasten aus den Altverträgen trägt der Bund, während die noch aktiven Bediensteten und das jeweilige Konzernunternehmen Pensionsbeiträge an den Bund leisten. Dennoch sorgen die Pensionsregelungen der ÖBB weiterhin für massive und anhaltende Kritik und sind auch regelmäßig Gegenstand von Reformvorschlägen des Rechnungshofs. So kritisierte der Rechnungshof, dass 2013 93 % der Mitarbeiter krankheitsbedingt und im Schnitt mit 52 Jahren in Pension gingen. Im Mai 2018 wurde eine Erhebung des Umsetzungsgrades früherer Rechnungshof-Empfehlungen und der Entwicklung der Kosten des Pensionssystems der ÖBB öffentlich bekannt. Zwar sank zwischen 2008 und 2016 die Zahl der Bezieher von Bundesbahnbeamtenpensionen von rund 72.700 auf 64.234, die Ausgaben für diese Pensionen stiegen jedoch um 108 Millionen Euro auf 2,042 Milliarden Euro an. Das durchschnittliche Pensionsantrittsalter der ÖBB-Pensionisten stieg zwar von 2014 bis 2016 auf rund 56 Jahre an, liegt aber weiterhin um rund vier Jahre unter dem Regelpensionsantrittsalter. Daher wurde vom Rechnungshof kritisiert, dass fünf von sechs Empfehlungen nicht umgesetzt worden seien und sich potenzielle Einsparungen von rund 1,07 Milliarden Euro auf 560 Millionen Euro reduziert hätten. Diese Empfehlungen reichen von der Einfrierung bzw. Anhebung von Pensionssicherungsbeiträgen, um den kontinuierlich sinkenden Eigendeckungsgrad der Eisenbahner-Pensionsversicherung zu heben und staatliche Zuzahlung einzudämmen über Abschläge für ÖBB-Frühpensionisten bis zur Forderung nach Anwendung des Sonderpensionenbegrenzungsgesetzes, um exorbitant hohe Einzelpensionen zu reduzieren. Die Umsetzung der Rechnungshofvorschläge würde eine Änderung des Bundesbahn-Pensionsgesetzes erfordern.

## Bahnhofsoffensive

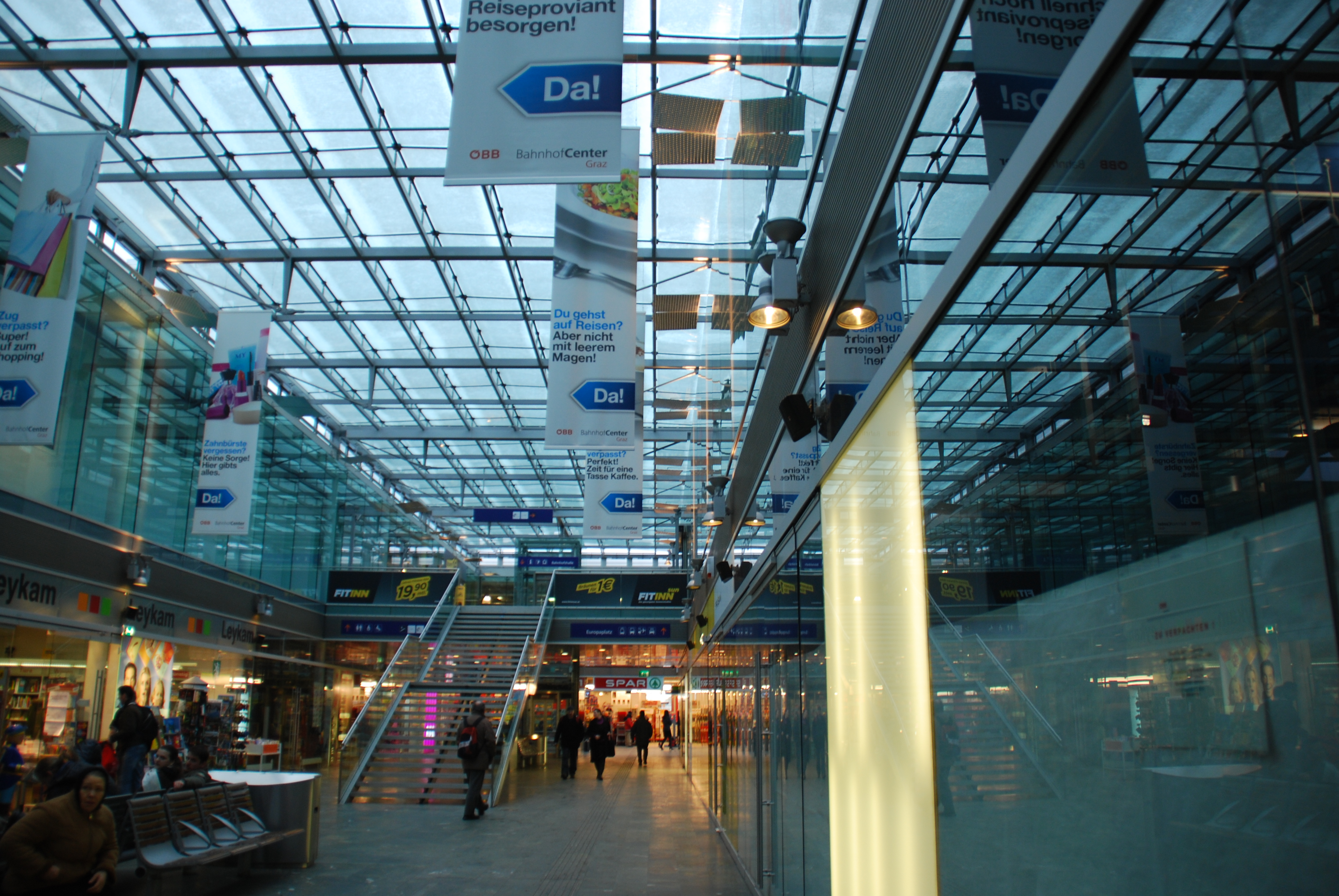
Der modernisierte Hauptbahnhof Graz

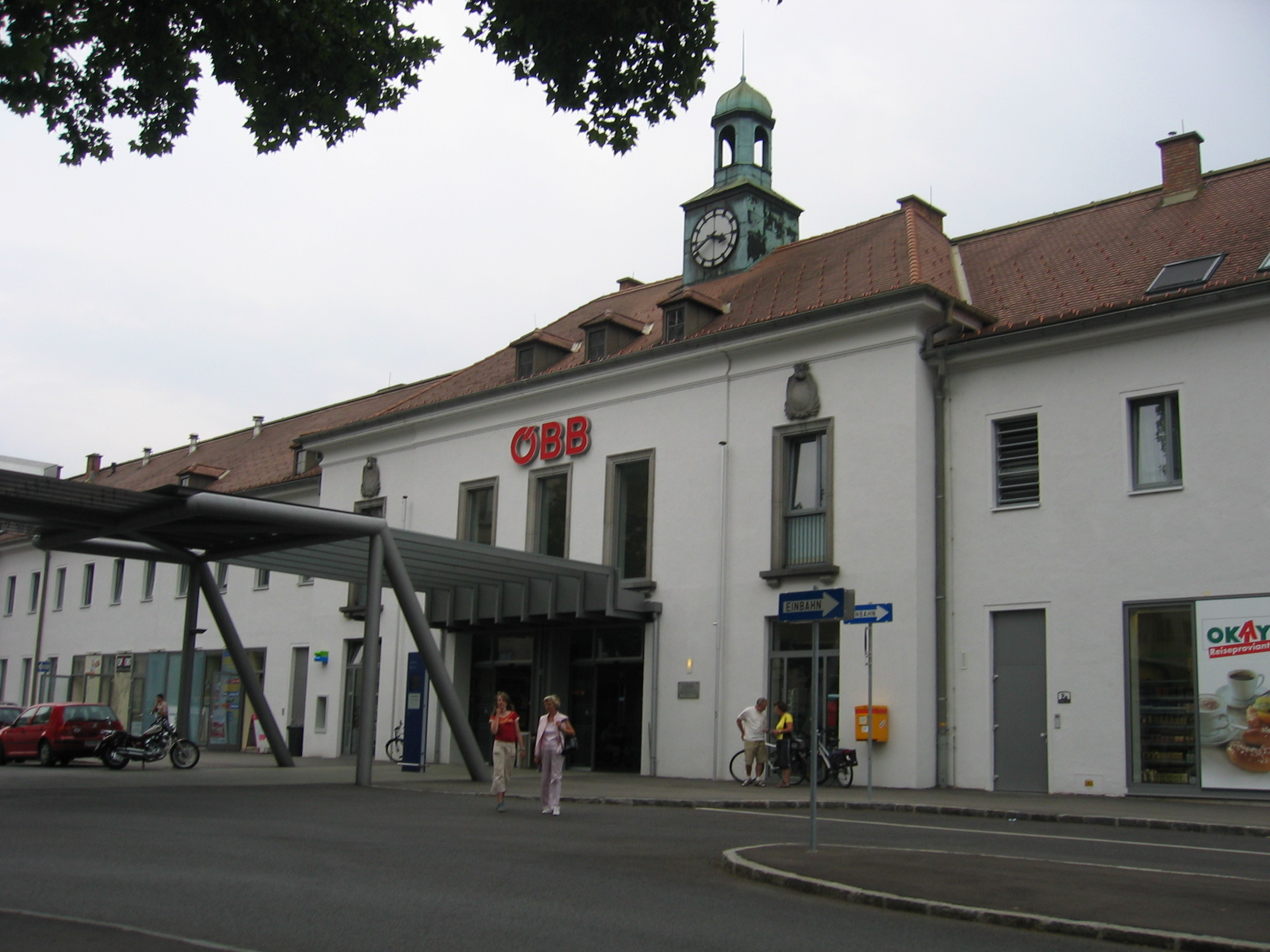
Der modernisierte Bahnhof Krems an der Donau

Mit dem aus Marketing-Gründen geschaffenen Begriff „Bahnhofsoffensive“ wird ein Investitionsprogramm der ÖBB in die österreichischen Bahnhöfe bezeichnet, welches seit 1997 läuft. Die wichtigsten Bahnhöfe in Österreich sollen dabei modernisiert und zu attraktiven Verkehrsknoten umgebaut bzw. als solche neu errichtet werden.
Ursprünglich war geplant, 43 Bahnhöfe und weitere 50 Haltestellen im Rahmen der Bahnhofsoffensive zu sanieren. Nach einer errechneten Kostensteigerung um das Vierfache auf etwa zwei Milliarden Euro (unter anderem weil Kostenpunkte wie notwendige Bahnsteigsanierungen in die Kalkulation nicht miteinbezogen worden waren) wurde das Projekt unter der ÖVP-FPÖ/BZÖ-Regierung (2000–2007) auf 20 größere Bahnhöfe reduziert. Der finanzielle Rahmen dafür beträgt mehr als eine Milliarde Euro.
Fertiggestellt wurden im Rahmen der Bahnhofsoffensive bereits alle zwölf Hauptbahnhöfe Österreichs, darunter die Hauptbahnhöfe Graz, Innsbruck, Linz, Klagenfurt, Leoben oder Wörgl. Der Neubau des Bahnhofs Bregenz ist in Planung.
Darüber hinaus wurden bzw. werden vor allem kleinere Bahnhöfe im Rahmen des Konjunkturpakets der Bundesregierung umgebaut. Das Konjunkturpaket wurde vor allem deshalb eingeleitet, um in wirtschaftlich schwierigen Zeiten Arbeitsplätze für Bauarbeiter zu sichern und gleichzeitig die Bahninfrastruktur zu verbessern.

## Trivia
- Ein Großteil der An- und Durchsagen auf den Bahnhöfen der ÖBB werden seit über 30 Jahren durch die österreichische Schauspielerin und Moderatorin Chris Lohner gesprochen.[73] Der seit 2010 geplante Umstieg auf die elektronisch generierte Stimme „Petra“ wird von Fahrgästen sehr kritisch betrachtet, weshalb Lohners Stimme digitalisiert wurde.[74]
- Im Rahmen von „Cross-Border-Leasing“-Verträgen wurden Bahnhöfe, Lokomotiven, Waggons und Signalanlagen großteils an US-amerikanische Finanzgesellschaften verkauft und mit Rückkaufoptionen wieder zurück geleast. Durch die Krise auf dem amerikanischen Kreditmarkt sind diese Leasingverträge zu einer großen Belastung der ÖBB-Finanzen geworden.[75]
- Seit Juni 2000 sind die Österreichischen Bundesbahnen Mitglied der TEE Rail Alliance mit der DB AG und der SBB. Sie ist Gründungsmitglied des am 2. Juli 2007 gegründeten Railteams, eines Verbunds europäischer Eisenbahngesellschaften.
- Die Farben auf den Garnituren und das Logo der ÖBB symbolisieren die Flagge Österreichs in rot-weiß(-rot).
- Ende 2009 haben die ÖBB im Bahnhof Mistelbach den ersten BahnStore eröffnet, einen Ticketschalter, an dem neben Fahrscheinen auch Getränke, Snacks, Zeitschriften und andere Produkte des täglichen Bedarfs angeboten werden.[76] Bisher (März 2014) sind diese BahnStores an sieben Bahnhöfen zu finden.
- Im Mai 2017 wurde die Glaubwürdigkeit verschiedener österreichischer Unternehmen erhoben. Dabei hielten 55,1 % der Befragten die ÖBB für glaubwürdig, allerdings ist dies in der Gruppe der abgefragten Unternehmen aus dem Bereich Verkehr und Transport der niedrigste Wert. Den höchsten Wert erhielt mit 60,9 % der private Konkurrent WESTbahn.[77]